# بخش بیور، شهرستان ایتکین، مینه سوتا
بخش بیور (به انگلیسی: Beaver Township) یک منطقهٔ مسکونی در ایالات متحده آمریکا است که در شهرستان ایتکین، مینه‌سوتا واقع شده‌است.
 بخش بیور ۹۱٫۴ کیلومتر مربع مساحت و ۵۳ نفر جمعیت دارد و ۴۰۷ متر بالاتر از سطح دریا واقع شده‌است.